# 揚·利帕夫斯基
揚·利帕夫斯基（1985年7月2日—）是一名捷克政治人物和IT經理，自2021年12月起在彼得·費亞拉的內閣中擔任捷克共和國外交部部長。他是捷克海盜黨成員，曾於2017年10月至2021年10月擔任眾議院議員。

## 早年生活
利帕夫斯基於1985年7月2日在布拉格出生。他在布拉格查理大學社會科學學院主修國際地區研究，畢業時獲得學士學位。他參加了伊拉斯謨計劃，在英國肯特大學學習了兩個學期。

## 政治生涯
2017年至2021年，利帕夫斯基擔任眾議院議員。2021年捷克立法選舉後，他被任命為彼得·費亞拉內閣的外交部長。米洛什·泽曼總統表示反對任命利帕夫斯基為外交部長。

## 荣誉

### 外国勋章奖章
- 一等功绩勋章（乌克兰，2022年8月23日公布[4]）

## 外部連結
- 维基共享资源上的相關多媒體資源：揚·利帕夫斯基
- 揚·利帕夫斯基[]在捷克海盜黨的官方網站。